# Yuri Nikíforov
Yuri Valérievich Nikíforov (en ruso: Юрий Валерьевич Никифоров) (Odesa, Unión Soviética, 16 de septiembre de 1970) es un exfutbolista ruso-ucraniano que jugaba como defensa. Fue internacional con las selecciones de la CEI, de Ucrania y de Rusia. Gran jugador que marco una etapa en el equipo de Rusia de los 90. 

## Clubes
| Club                   | País                      | Año       |
| ---------------------- | ------------------------- | --------- |
| FC Chernomorets Odessa | Unión Soviética           | 1988      |
| FC Dinamo de Kiev      | Unión Soviética           | 1988-1989 |
| FC Chernomorets Odessa | Unión Soviética / Ucrania | 1989-1993 |
| FC Spartak de Moscú    | Rusia                     | 1993-1996 |
| Real Sporting de Gijón | España                    | 1996-1998 |
| PSV Eindhoven          | Países Bajos              | 1998-2002 |
| RKC Waalwijk           | Países Bajos              | 2002-2003 |
| Urawa Red Diamonds     | Japón                     | 2003-2004 |

## Palmarés

### Campeonatos nacionales
| Título          | Club                   | País         | Año  |
| --------------- | ---------------------- | ------------ | ---- |
| Copa de Ucrania | FC Chernomorets Odessa | Ucrania      | 1992 |
| Liga rusa       | FC Spartak de Moscú    | Rusia        | 1993 |
| Copa de Rusia   | FC Spartak de Moscú    | Rusia        | 1994 |
| Liga rusa       | FC Spartak de Moscú    | Rusia        | 1994 |
| Eredivisie      | PSV Eindhoven          | Países Bajos | 2000 |
| Eredivisie      | PSV Eindhoven          | Países Bajos | 2001 |
| Copa J. League  | Urawa Red Diamonds     | Japón        | 2003 |